# مولينوم قنفذي
مولينوم قنفذي (الاسم العلمي:Mulinum echinus) هو نوع من النباتات يتبع جنس المولينوم من الفصيلة الخيمية.